# Raión de Starokostiantyniv
Raión de Starokostiantýniv (en ucraniano: Старокостянтинівський район) o Raión de Starokonstantinov (en polaco: Rejon Starokonstantynowski, en ruso: Староконстантиновский район)  es un antiguo raión o distrito de Ucrania en el óblast de Jmelnitski. 
Comprende una superficie de 1210 km².
La capital fue la ciudad de Starokostiantýniv.

## Demografía
Según estimación 2010 contaba con una población total de 33507 habitantes.

## Otros datos
El código KOATUU fue 6824200000. El código postal 31110 y el prefijo telefónico +380 3854.